# Tim Hutchings
Timothy „Tim“ Hilton Hutchings (* 4. Dezember 1958 in Wood Green) ist ein ehemaliger britischer Leichtathlet, der sich auf den 5000-Meter-Lauf spezialisiert hatte. Er gewann je eine Bronzemedaille bei Europameisterschaften und bei Commonwealth Games.

## Sportliche Laufbahn
Der 1,83 Meter große Tim Hutchings erreichte seine erste Top-Acht-Platzierung in einem großen internationalen Finale bei den Europameisterschaften 1982 in Athen. Er belegte den siebten Platz in 13:31,81 Minuten und war damit hinter dem drittplatzierten David Moorcroft zweitbester Brite. 1984 belegte Hutchings hinter dem Portugiesen Carlos Lopes den zweiten Platz bei den Crosslauf-Weltmeisterschaften. Im August 1984 bei den Olympischen Spielen in Los Angeles siegte der Marokkaner Saïd Aouita vor dem Schweizer Markus Ryffel und dem Portugiesen António Leitão. Zwei Sekunden dahinter lief Hutchings die beste Zeit seiner Karriere und belegte den vierten Platz.
1986 bei den Commonwealth Games in Edinburgh gab es über 5000 Meter einen Dreifachsieg der Engländer. Steve Ovett gewann vor Jack Buckner und Tim Hutchings. Vier Wochen später bei den Europameisterschaften in Stuttgart liefen die drei Engländer in der Mannschaft des Vereinigten Königreichs. Jack Buckner siegte vor dem Italiener Stefano Mei und Tim Hutchings, der in 13:12,88 Minuten die zweitschnellste Zeit seiner Karriere lief. Steve Ovett gab im Finale von Stuttgart auf. Im Jahr darauf belegte Hutchings den siebten Platz bei den Weltmeisterschaften in Rom. Zwei Jahre später gewann Hutchings noch einmal Silber bei den Crosslauf-Weltmeisterschaften 1989, als er hinter dem Kenianer John Ngugi das Ziel erreichte. In seinem letzten großen Finale lief Hutchings bei den Commonwealth Games 1990 in Auckland auf den zwölften Platz über 10.000 Meter.

## Persönliche Bestzeiten
- 1500 Meter: 3:38,06 Minuten, 31. August 1984, Rom
- 3000 Meter: 7:43,03 Minuten, 14. Juli 1989, London
- 5000 Meter: 13:11,50 Minuten, 11. August 1984, Los Angeles, Olympische Spiele
- 10.000 Meter: 28:07,57 Minuten, 7. Juli 1990, Hechtel